# Pedro Díaz (football)
Pour les articles homonymes, voir Pedro Díaz et Díaz.
Pedro Díaz, né le 5 juin 1998 à Siero en Espagne, est un footballeur espagnol qui évolue actuellement au poste de milieu central au Rayo Vallecano.

## Biographie

### En club
Né à Siero en Espagne, Pedro Díaz est formé par le Sporting Gijón, qu'il rejoint après avoir notamment joué pour le Real Oviedo puis l'Astur CF (en). Il commence sa carrière alors que le club évolue en deuxième division espagnole, et joue son premier match le 8 juin 2019, face au Cádiz CF lors d'une rencontre de coupe du Roi face au Reus Deportiu. Entré en cours de jeu, c'est lui qui donne la victoire à son équipe, en inscrivant le seul but de la partie,.
Il inscrit son premier but le 1er septembre 2019 contre l'Albacete Balompié, en championnat. Titulaire ce jour-là, il participe à la victoire à son équipe en ouvrant le score. Gijón s'impose finalement par deux buts à zéro.
Le 3 août 2023, Pedro Díaz rejoint les Girondins de Bordeaux. Il signe un contrat de quatre ans, soit jusqu'en juin 2027.
Pedro Díaz inscrit son premier but pour Bordeaux le 2 septembre 2023, à l'occasion de la cinquième journée de championnat, face à l'AJ Auxerre. Titulaire, il ouvre le score pour son équipe à la 26e minute de jeu mais les Bordelais s'inclinent finalement sur le score de quatre buts à deux,.
Après la perte du statut professionnel des Girondins de Bordeaux, il est libéré et signe au Rayo Vallecano au cours de l'été 2024.